# Zeche Gustav Carl
Die Zeche Gustav Carl war ein Steinkohlenbergwerk im Hattinger Stadtteil Niederbredenscheid. Der Stollen des Bergwerks befand sich im Wodantal.

## Bergwerksgeschichte
Aus der Anfangszeit des Bergwerks ist nicht viel bekannt. Das Bergwerk war bereits früher in Betrieb, wurde dann aber stillgelegt. Im Jahr 1867 wurde das Bergwerk wieder in Betrieb genommen. Die Berechtsame umfasste in diesem Jahr ein Geviertfeld. Im Jahr 1870 wurde die Schmalspurbahn der zu diesem Zeitpunkt stillliegenden Zeche Wodan zum Bahnhof Nierenhof für den Transport genutzt. Im Jahr 1881 wurde das Bergwerk erneut stillgelegt, aber bereits im Jahr 1883 wieder in Betrieb genommen. Im Jahr 1884 wurde das Bergwerk außer Betrieb genommen und im darauffolgenden Jahr wieder in Betrieb genommen. Im Jahr 1888 wurde die Zeche Gustav Carl endgültig stillgelegt. Im Jahr 1897 wurde die Berechtsame der Zeche Hoffnungsthal zugeschlagen. 

### Förderung und Belegschaft
Die ersten Förderzahlen des Bergwerks stammen aus dem Jahr 1867, in diesem Jahr wurden 1087 Scheffel Steinkohle gefördert. Im Jahr 1870 wurden 5664 Tonnen Steinkohle gefördert. Die ersten Belegschaftszahlen des Bergwerks stammen aus dem Jahr 1872, in diesem Jahr waren 27 Bergleute auf der Zeche beschäftigt, die eine Förderung von 6196 Tonnen Steinkohle erbrachten. Die maximale Förderung des Bergwerks wurde im Jahr 1873 erbracht, es wurden 8917 Tonnen Steinkohle gefördert. Im Jahr 1875 sank die Förderung auf 5048 Tonnen Steinkohle, diese Förderung wurden mit 21 Bergleuten erbracht. Im Jahr 1878 kam es zu einem drastischen Fördereinbruch, mit drei Bergleuten wurden nur noch 679 Tonnen Steinkohle gefördert. Im Jahr 1883 erneut leichter Rückgang der Förderung auf 614 Tonnen Steinkohle, die Belegschaftszahl blieb mit drei Bergleuten konstant. Die letzten bekannten Förder- und Belegschaftszahlen des Bergwerks stammen aus dem Jahr 1886, in diesem Jahr wurden mit sechs Bergleuten 2017 Tonnen Steinkohle gefördert.